# Oakham
|  | Per a altres significats, vegeu «Oakham (Massachusetts)». |

Oakham és un municipi del Regne Unit, que pertany al comtat històric de Rutland (Anglaterra), del qual és la capital. La vila és una combinació de castell, mercat de productes frescos —potser el més antic del país—, una escola centenària i una bella església.

## Localització
Situada a la regió dels East Midlands, Oakham s'estén a l'est del llac Rutland Water, que es va crear artificialment per abastir d'aigua la zona més seca del país i és un dels més grans d'Europa d'aquest tipus. Aquesta àrea s'anomena geogràficament Vall de Catmose i la zona urbana està construïda sobre una inclinació que varia de 99 m a 122 m sobre el nivell del mar.
Les ciutats més properes són: Leicester, a 40,2 km a l'oest, Nottingham a 45,1 km al nord-oest i Peterborough a 37 km a l'est.

## Història

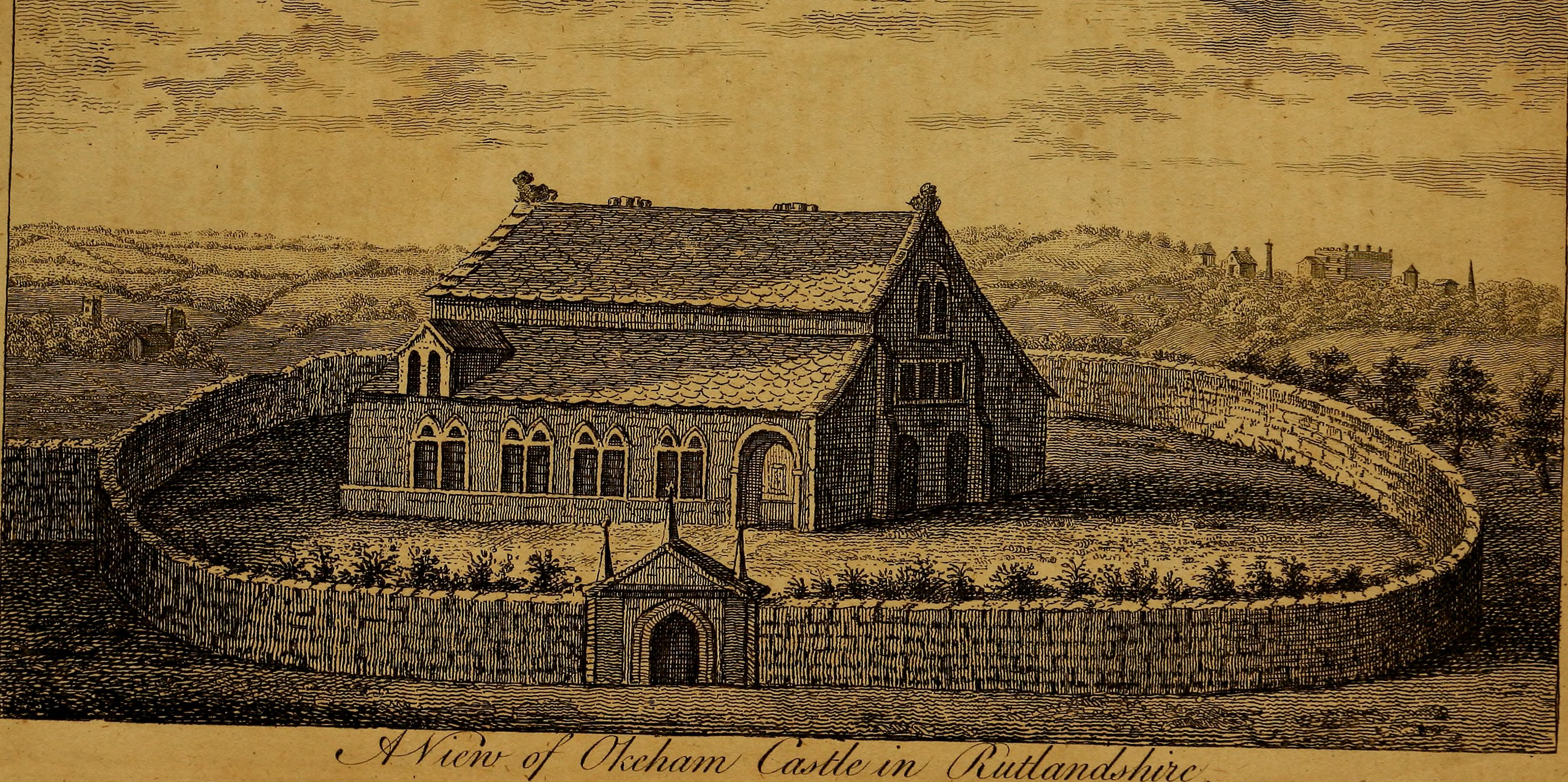
El gran saló del castell i la muralla, dibuix del 1776.

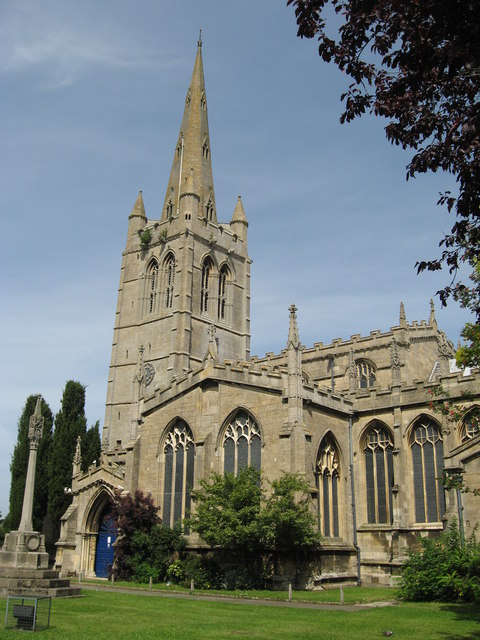
Església parroquial

Aquesta vila, com el seu nom indica, va sorgir al voltant del castell, que es va edificar entre el 1180 i 1190 per Walchelin de Ferriers, senyor d'aquestes terres. Oakham vol dir «la residència dels roures», format per oak, «roure» i ham, «llar». Els vilatans van formar un mercat a prop del castell, amb un aixopluc o buttercross al mig que atreia compradors i venedors de la rodalia. De vegades el castell va ser residència reial.
El 1584 el rei Eduard III va fundar l'escola local, una de les més antigues del país, la seva inscripció fa pensar que potser hi va haver una comunitat jueva a Oakham.
Amb els anys els edificis que componen el castell van anar quedant en ruïna, ja que al segle xvi només es feia servir el gran saló. Aquí estava la seu dels tribunals de justícia del comtat, en actiu de forma habitual fins al 1970.

## Organització
A Oakhan no té un ajuntament, com la resta de municipis, sinó que el govern local i el consell del comtat de Rutlan són una mateixa cosa; això és degut al fet que aquest és un comtat molt petit en extensió que només manté la seva categoria per ser un comtat històric. El conjunt format pel govern municipal més el consell del comtat rep el nom administració unitària. Des del 1974 i fins al 1997, Oakham va pertànyer administrativament al comtat non metropolità de Leicestershire.
Oakham, juntament amb Melton Mowbray del comtat de Leicestershire i la resta del comtat de Rutland, tenen un representant al parlament.

## Agermanaments
Oakham té relacions d'agermanament amb:
- Barmstedt (Alemanya)
- Dodgeville (Wisconsin) (EUA)

## Transports

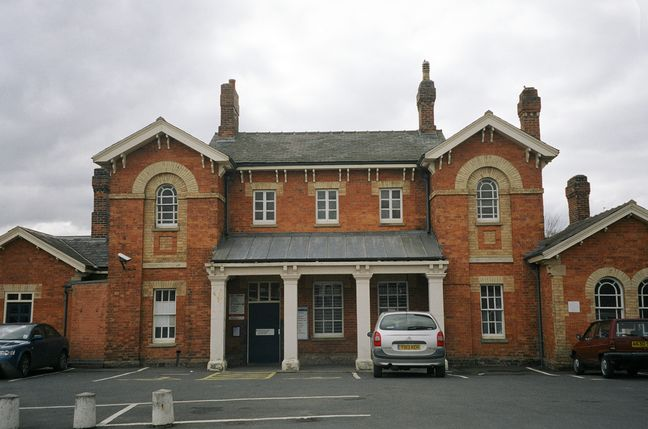
Estació d'Oackham

La línia de ferrocarril que va de Birmingham a l'aeroport de Stansted passa per Oakham i enllaça aquesta vila amb les ciutats de: Birmingham, Leicester, Peterborough, Cambridge i Stansted. L'estació d'Oakham està a mig camí entre la de Peterborough i la de Leicester i des d'aquestes estacions es poden agafar trens que enllacen amb Londres. A més hi ha dos serveis directes des d'Oakham a l'estació de Londres St Pancras una a primera hora del matí i l'altra al capvespre, cada cap de setmana, que tenen un tren de tornada al vespre des de Londres.
Per carretera hi ha bones connexions, que enllacen amb l'autovia A47, en direcció a Leicester. L'altra carretera important és l'A606 que va de Melton Mowbra a Stamford. El 10 de gener del 2007 es va inaugurar un cinturó de ronda de l'A606 que evita que el trànsit penetri dins el nucli urbà.
Entre 1802 i el 1847 el canal d'Oakham comunicava la vila amb el canal Melton Mowbray Navigation, amb les aigües del riu Soar i el sistema nacional de canals.
El 1920 es va construir el Catmose College un centre d'ensenyament secundari.

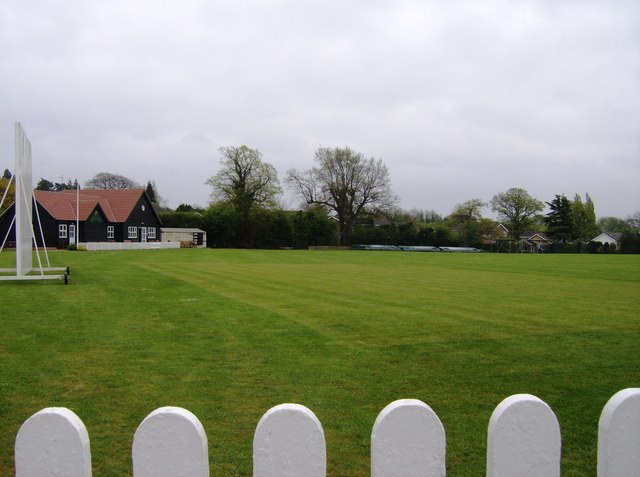
Camp de criquet

## Esports
Hi ha un equip de futbol Oakham United, un altre de rugbi Oakham Rugby Football Club i un club de criquet

## Llocs d'interès

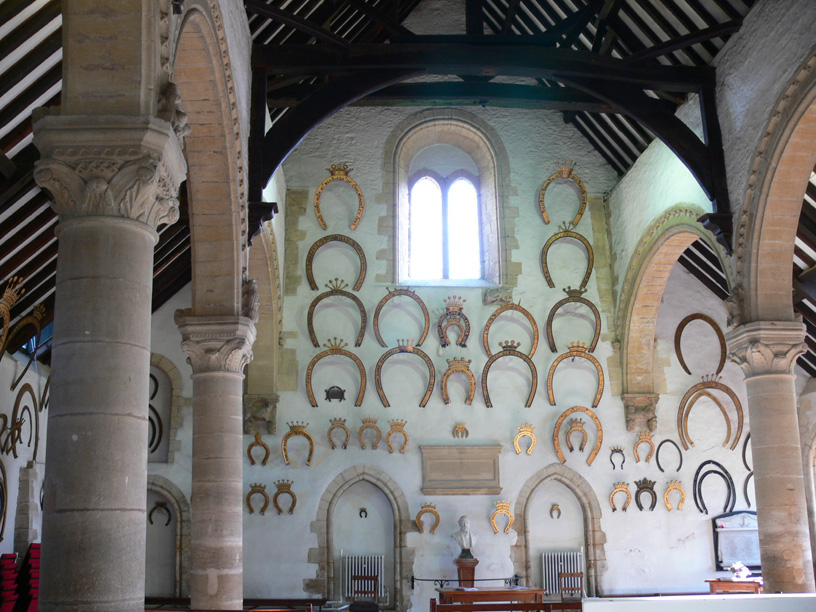
Saló del castell d'Oakham.

- El gran saló del castell té una col·lecció de ferradures de cavall, ja que era tradició que cada persona que era convidada per primera vegada en deixés una. Aquest costum va perdurar més de 500 anys iniciat abans de la conquesta normanda, tot i que només es conserven les ferradures des de l'any 1470 quan el rei Eduard IV va decidir penjar-les a la paret com a element decoratiu. Les més recents són la que va donar el príncep Carles el 2003 i la que va donar la princesa Alexandra el 2005. La ferradura ha esdevingut el símbol de la vila i apareix en el seu escut d'armes.[5]
- Cutts Close, un parc on hi ha una glorieta per a músics, una pista per a monopatins, gronxadors per a nens i zona amb jardins. Alguns clots en aquest parc són el vestigi dels antics pous, ara secs, per abastir d'aigua el castell.
- L'església parroquial dedicada a Tots els Sants, amb una torre construïda al segle xiv. Va ser restaurada l'any 1857-58 per l'arquitecte George Gilbert Scott i està catalogada com a edifici del patrimoni històric de grau I.
- El mercat, que té uns misteriosos ceps de cinc forats i on encara es fa mercat cada dimecres i dissabte. L'aixopluc o buttercross està catalogat com a edific del patrimoni històric de grau I.[6]
- El museu del comtat, situat en l'antiga escola d'equitació (Rutland Yeomanry Cavalry), construït el 1794-95, conté una col·lecció d'objectes relacionats amb la pagesia i la història del comtat amb troballes arqueològiques.
- L'escola d'Oakham, que té una antiga inscripció a la façana on diu en llatí Schola Latina – Graeca – Hebraica A° 1584. Aquest edifici va ser la seu del campionat britànic d'escacs l'any 2001 i 2003.[7]

## Persones destacades
- Sir Jeffrey Hudson (1619 – v.1682) nan de la cort que va lluitar pel bàndol reialista durant la guerra civil anglesa.
- Titus Oates (1649 – 1705) implicat en la conspiració per enderrocar Carles II (Popish Plot).
- Stuart Christopher Broad, (1986), jugador de criquet.
- Weston Henry Stewart (1887 – 1969), bisbe de Jerusalem.